# Stadtbahnstation Sunnybrook Park
Sunnybrook Park ist eine im Bau befindliche oberirdische Stadtbahnstation in Toronto. Sie entsteht als Teil der Eglinton-Linie, die zum Netz der Toronto Subway gehören wird. Die Station befindet sich an der Kreuzung von Eglinton Avenue East und Leslie Street und ist überwiegend von Parkanlagen im Tal des Don River umgeben. Ihre Eröffnung ist für das Jahr 2023 geplant.

## Anlage
Die Station entsteht östlich der Straßenkreuzung in Mittellage und wird über zwei Seitenbahnsteige verfügen. Der Zugang zu den Bahnsteigen erfolgt durch einen Fußgängerüberweg an der Ostseite der signalisierten Straßenkreuzung. Vorgesehen sind Umsteigemöglichkeiten zu zwei Buslinien der Toronto Transit Commission (TTC). Sunnybrook Park liegt an einem kurzen oberirdischen Teilstück zwischen zwei Tunneln, beide benachbarten Stationen sind Tunnelbahnhöfe.

## Geschichte
Dass es hier überhaupt eine Station geben wird, hat vor allem politische Gründe. Gemäß ursprünglichen Planungen hätte die Strecke in diesem Bereich ebenfalls unterirdisch verlaufen sollen. Die staatliche Verkehrsplanungsgesellschaft Metrolinx hatte 2012 in einem Bericht aufgezeigt, dass der Kostenunterschied zwischen einer Untertunnelung des Tals und einer oberirdischen Streckenführung nur minimal gewesen wäre. Außerdem hätte der Tunnelbau „erhebliche Verbesserungen bei der Bauabwicklung, dem Zeitplan und den Auswirkungen auf den Verkehr“ gebracht. Daher schlug Metrolinx im selben Jahr vor, den Tunnel von Laird bis Science Centre weiterzuführen und die geplante oberirdische Station beim Sunnybrook Park zu streichen. Auf einen Tunnelbahnhof an dieser Stelle sollte verzichtet werden, da er 80 bis 100 Millionen Dollar kosten würde (im Vergleich zu etwa 3 Millionen für eine oberirdische Lösung). Metrolinx hielt diesen Betrag angesichts der geringen prognostizierten Fahrgastzahlen für nicht gerechtfertigt. Als Anwohner heftig gegen den drohenden Wegfall „ihrer“ Haltestelle protestierten und auch verschiedene hochrangige Politiker sich zu Wort meldeten, gab Metrolinx im Mai 2013 nach und stellte den Bau einer Stadtbahnstation an der Oberfläche in Aussicht.
In einem Bericht zuhanden des Vorstands vom 23. November 2015 empfahl die TTC-Direktion eindeutige und unverwechselbare Namen für die Stationen der künftigen Eglinton-Linie. Eine Benennung nach der hier kreuzenden Leslie Street fiel somit außer Betracht, da es bereits die U-Bahn-Station Leslie an der Sheppard-Linie gibt. Die Wahl fiel daraufhin auf den Namen des angrenzenden Parks. Ursprünglich sollte die Station im September 2021 in Betrieb genommen werden. Aufgrund verschiedener unvorhergesehener Probleme während der Arbeiten erklärte Metrolinx im Februar 2020, dass sie erst im Verlauf des Jahres 2022 eröffnet werden wird. Im Dezember 2021 rechnete Metrolinx jedoch damit, dass die Strecke möglicherweise erst zu Beginn des Jahres 2023 in Betrieb gehen könnte.